# Vitörad trast
Vitörad trast (Geokichla mendeni) är en fågel i familjen trastar inom ordningen tättingar. Den förekommer endast på den indonesiska ön Peleng. IUCN kategoriserar den som nära hotad, baserat på det begränsade utbredningsområdet och hot från både den intensiva burfågelhandeln och habitatdegradering.

## Utseende och läte
Vitörad trast är en medelstor (19–21 cm) trast. Den är rostbryn på hjässan och ryggen, med svarta vingar och svart undersida. På huvudet syns en karakteristisk vit fläck bakom ögat som gett arten dess namn. Lätet beskrivs som en tunn, ljus och uppåtböjd ton, medan sången rapporteras vara en typiskt trastlik serie fylliga toner.

## Utbredning och systematik
Fågeln förekommer endast på ön Peleng i Banggaiöarna. Tidigare behandlades den som underart till brunryggig trast (G. erythronota) och vissa gör det fortfarande.

### Släktestillhörighet
Tidigare placerades arten i släktet Zoothera, men flera DNA-studier visar att vitörad trast med släktingar står närmare bland andra trastarna i Turdus.

## Status
Arten har ett begränsat utbredningsområde. Populationsstorleken är okänd, men beaktat utbredningen och närbesläktade arters populationstäthet har beståndet föreslagits bestå av mellan 20 000 och 50 000 individer. Även om kunskapen om beståndets utveckling är mycket begränsad tros den minska i antal på grund av den intensiva burfågelhandeln och möjligen habitatdegradering. IUCN kategoriserar arten som nära hotad.

## Namn
Fågelns vetenskapliga artnamn hedrar J. J. Menden, en holländsk naturforskare verksam som samlare av specimen i Ostindien 1935–1939.